# Manfred Hildermeier
Manfred Hildermeier (* 4. April 1948 in Lieme, heute zu Lemgo) ist ein deutscher Historiker. Er lehrte als Professor für Osteuropäische Geschichte an der Universität Göttingen. Seine Forschungsschwerpunkte sind die Geschichte Russlands des 17. bis 20. Jahrhunderts und die Geschichte der Sowjetunion.

Der Russlandhistoriker Prof. Dr. Manfred Hildermeier

## Leben
Hildermeier wurde als Sohn eines Tischlers im lippischen Lieme geboren. Nach dem Abitur am Engelbert-Kaempfer-Gymnasium in Lemgo 1966 studierte er von 1966 bis 1972 Geschichte, Germanistik und Slavistik an den Universitäten Bochum und Tübingen. 1976 wurde er in Tübingen promoviert. Danach folgten Stipendienaufenthalte in Moskau und Kiew (1973, 1989) sowie in Stanford/Kalifornien (1973–74). 1983 habilitierte er sich an der Freien Universität Berlin und war seit Oktober 1985 Professor für Osteuropäische Geschichte an der Universität Göttingen.
Hildermeier war von 1988 bis 1996 Fachgutachter der Deutschen Forschungsgemeinschaft und absolvierte Forschungsaufenthalte an der Harvard University 1986, am Historischen Kolleg 1995/96, am Wissenschaftskolleg zu Berlin 2000/2001 und an der Oxford University 2003–2004. Er war u. a. Mitglied des Kuratoriums des Historischen Kollegs (München), der deutsch-russischen Historikerkommission, des Beirats des Deutschen Historischen Instituts Moskau sowie der Berlin-Brandenburgischen und der Göttinger Akademie der Wissenschaften. Zudem war er Mitherausgeber mehrerer Fachzeitschriften und von 2000 bis 2004 Vorsitzender des Verbandes der Historiker und Historikerinnen Deutschlands.

## Veröffentlichungen (Auswahl)

### Monographien
- Die Russische Revolution. 1905–1921 (= Edition Suhrkamp. es. Bd. 1534 = NF 534). Suhrkamp, Frankfurt am Main 1989, ISBN 3-518-11534-0 (4. Auflage. ebenda 1995).
- Geschichte der Sowjetunion. 1917–1991. Entstehung und Niedergang des ersten sozialistischen Staates. Beck, München 1998, ISBN 3-406-43588-2.
  - 2., komplett überarbeitete und erweiterte Auflage 2017, ISBN 978-3-406-71408-5.
- Die Sowjetunion 1917–1991 (= Oldenbourg Grundriss der Geschichte, Bd. 31), Oldenbourg, München 2001, 3. Auflage 2016, ISBN 3-486-71848-7.
- Russische Revolution (= Fischer. Bd. 15352; Fischer kompakt). Fischer-Taschenbuch-Verlag, Frankfurt am Main 2004, ISBN 3-596-15352-2.
- Geschichte Russlands. Vom Mittelalter bis zur Oktoberrevolution. Beck, München 2013, ISBN 978-3-406-64551-8. 
  - 4., durchgesehene Auf. 2022 ISBN 978-3-406-79398-1.

.* Die rückständige Großmacht. Russland und der Westen. Beck, München 2022, ISBN 978-3-406-79353-0.

### Herausgeberschaften
- Stalinismus vor dem Zweiten Weltkrieg. Neue Wege der Forschung. = Stalinism before the Second World War. New avenues of research (= Schriften des Historischen Kollegs. Kolloquien. Bd. 43). Oldenbourg, München 1998, ISBN 3-486-56350-5 (Digitalisat).
- mit Jürgen Kocka und Christoph Conrad: Europäische Zivilgesellschaft in Ost und West. Begriff, Geschichte, Chancen. Campus-Verlag, Frankfurt am Main u. a. 2000, ISBN 3-593-36581-2.

### Aufsätze
- Die Sozialrevolutionäre Partei. Zum Verhältnis von „individuellem Terror“ und wirtschaftlicher Entwicklung. In: Dietrich Geyer (Hrsg.): Wirtschaft und Gesellschaft im vorrevolutionären Russland (= Neue wissenschaftliche Bibliothek. Bd. 71). Kiepenheuer und Witsch, Köln 1975, ISBN 3-462-01021-2, S. 368–390.
- Die jüdische Frage im Zarenreich. Zum Problem der unterbliebenen Emanzipation. In: Jahrbücher für Geschichte Osteuropas. 32 (1984), ISSN 0021-4019, S. 321–357, Digitalisat.
- Der russische Adel von 1700 bis 1917. In: Hans-Ulrich Wehler (Hrsg.): Europäischer Adel 1750–1950 (= Geschichte und Gesellschaft. Sonderheft 13). Vandenhoeck und Ruprecht, Göttingen 1990, ISBN 3-525-36412-1, S. 166–216.
- Interpretationen des Stalinismus. In: Historische Zeitschrift. 264 (1997), S. 655–674, doi:10.1524/hzhz.1997.264.jg.655.
- М. Хильдермайер: Представления партии социалистов-революционеров о рабочем классе (1900–1914 гг.). In: Рабочие и интеллигенция России в эпоху реформ и революций, 1861 – фев. 1917 г. Русско-Балтийский информационный центр „БЛИЦ“, Санкт-Петербург 1997, ISBN 5-86789-057-0, S. 304–326.
- Revision der Revision? Herrschaft, Anpassung und Glaube im Stalinismus. In: Manfred Hildermeier, Elisabeth Müller-Luckner (Hrsg.): Stalinismus vor dem Zweiten Weltkrieg. Neue Wege der Forschung. = Stalinism before the Second World War. New avenues of research (= Schriften des Historischen Kollegs. Kolloquien. Bd. 43). Oldenbourg, München 1998, ISBN 3-486-56350-5, S. 17–33.
- Der Stalinismus im Urteil russischer Historiker. In: Norbert Frei, Dirk van Laak, Michael Stolleis (Hrsg.): Geschichte vor Gericht. Historiker, Richter und die Suche nach Gerechtigkeit (= Beck'sche Reihe. Bd. 1355). Beck, München 2000, ISBN 3-406-42155-5, S. 93–102.
- Stalinismus und Terror. In: Osteuropa. 50 (2000), H. 6, S. 593–605.
- Gor’kij, Maksim. In: Religion in Geschichte und Gegenwart. Handwörterbuch für Theologie und Religionswissenschaft. Band 3: F–H. 4., völlig neu bearbeitete Auflage. Mohr Siebeck, Tübingen 2000, ISBN 3-16-146903-8, S. 1088–1089.
- Revolution, Russian. In: International Encyclopedia of the Social & Behavioral Sciences. London 2001.
- Germany and the Soviet Union. In: Eduard Mühle (Hrsg.): Germany and the European East in the Twentieth Century (= German Historical Perspectives Series. Bd. 17). Oxford u. a. 2003, ISBN 1-85973-710-2, S. 29–44.
- Kommunismus und Stalinismus. „Säkularisierte Religion“ oder totalitäre Ideologie? In: Klaus Hildebrand (Hrsg.): Zwischen Politik und Religion. Studien zur Entstehung, Existenz und Wirkung des Totalitarismus (= Schriften des Historischen Kollegs. Kolloquien. Bd. 59). Oldenbourg, München 2003, ISBN 3-486-56748-9, S. 91–111.